# Multidistro
Multidistro est une distribution Linux sous forme de liveCD, contenant plusieurs distribution Linux ayant différentes orientations. Multidistro propose le choix de la distribution à utiliser lors du démarrage. Toutes les distributions qu'elle contient sont de très petite taille.
Cela permet de tester des distributions, et de bénéficier des avantages de ces différentes distributions :
- démarrage rapide ;
- légèreté de l'empreinte mémoire, qui les rend rapide, même sur un système ancien ou ayant peu de mémoire vive ;
- permet de les copier sur une clé USB, même de petite taille.
- système de maintenance, récupération de données, en cas de problème grave (table de partition effacée, fichiers perdus, etc.)

La version 2.5 contient les distributions suivants :
- Slax ;
- GeeXboX ;
- Beatrix ;
- Damn Small Linux ;
- SAM ;
- INSERT ;
- RIP ;
- Mpentoo ;
- Olive ;
- Grafpup ;
- Limp.